# Stortjärnen (Tärna socken, Lappland, 726469-151687)
Stortjärnen är en sjö i Storumans kommun i Lappland och ingår i Umeälvens huvudavrinningsområde. Sjön har en area på 0,104 kvadratkilometer och ligger 585,4 meter över havet.

## Delavrinningsområde
Stortjärnen ingår i det delavrinningsområde (726425-151932) som SMHI kallar för Ovan Magasjöbäcken. Medelhöjden är 528 meter över havet och ytan är 25,21 kvadratkilometer. Räknas de 36 avrinningsområdena uppströms in blir den ackumulerade arean 472,35 kvadratkilometer. Kirjesån som avvattnar avrinningsområdet har biflödesordning 2, vilket innebär att vattnet flödar genom totalt 2 vattendrag innan det når havet efter 314 kilometer. Avrinningsområdet består mestadels av skog (93 procent). Avrinningsområdet har 0,35 kvadratkilometer vattenytor vilket ger det en sjöprocent på 1,4 procent.